# Copa Catalunya de futbol femenina 2024-2025
La Copa Catalunya de futbol femenina 2024-2025 és la divuitena edició de la competició. Es disputa des de l'1 de setembre de 2024 fins al 16 d'agost de 2025 i és organitzada per la Federació Catalana de Futbol. En aquesta edició, la competició adoptà un nou format i hi participen tots els equips de futbols de categories estatals i els campions de grups en les categories territorials d'aficionats. Es disputà en format d'eliminació directa a partit únic amb quatre rondes, quarts de final, semifinals i final. Els equips de la Primera Divisió de la temporada 2023-24, el FC Barcelona i el FC Llevant Les Planes, disputen directament les semifinals de la competició.
La final de la Copa Catalunya se celebra el 16 d'agost de 2025 al Camp Municipal de Peralada i la disputen el FC Barcelona i el FC Badalona Women.

## Competició

### Primera ronda
La primera ronda la disputaren els clubs de futbol de la segona categoria catalana de futbol.
| Equip 1        | Marcador | Equip 2              |
| -------------- | -------- | -------------------- |
| CF Barceloneta | 0-3      | Molins de Rei CF     |
| CE Premià      | 5-2      | CF Castellterçol     |
| CG Manresa     | 0-5      | CFF Terres de Lleida |

### Segona ronda
A la segona ronda, hi participaren els equips de la primera categoria preferent catalana.
| Equip 1             | Marcador | Equip 2         |
| ------------------- | -------- | --------------- |
| CF Terres de Lleida | 8-1      | CD Ribes        |
| CF Molins de Rei    | 3-4      | CF Palautordera |
| CE Premià           | 0-5      | UE Porqueres    |

### Tercera ronda
| Equip 1              | Marcador      | Equip 2            |
| -------------------- | ------------- | ------------------ |
| CD Riudoms           | 1-1 (3-1, p.) | CD Fontsanta-Fatjó |
| CFF Terres de Lleida | 1-3           | CF Igualada        |
| CF Palautordera      | 1-3           | CE Seagull         |
| UE Porqueres         | 1-2           | Vic Riuprimer REFO |
| CE Sant Gabriel      | 0-4           | UE Cornellà        |

### Quarta ronda
| Equip 1            | Marcador      | Equip 2       |
| ------------------ | ------------- | ------------- |
| CD Riudoms         | 1-5           | SE AEM Lleida |
| CE Seagull         | 0-2           | RCD Espanyol  |
| Vic Riuprimer REFO | 3-0           | UE Cornellà   |
| CF Igualada        | 2-2 (4-5, p.) | CE Europa     |

### Quarts de final
| Equip 1            | Marcador      | Equip 2      |
| ------------------ | ------------- | ------------ |
| Vic Riuprimer REFO | 0–0 (4-3, p.) | CE Europa    |
| SE AEM Lleida      | 1-0           | RCD Espanyol |

## Fase final

### Quadre de competició
|  | Semifinals             | Semifinals        |                      |  | Final | Final |
|  |                        |                   |                      |  |       |       |
|  | 25 de febrer 19:00 CET |                   |                      |  |       |       |
|  |                        |                   |                      |  |       |       |
|  | SE AEM Lleida          | 0                 |                      |  |       |       |
|  | SE AEM Lleida          | 0                 | 16 d'agost 21:00 CET |  |       |       |
|  | FC Barcelona           | 6                 |                      |  |       |       |
|  | FC Barcelona           | 6                 | FC Barcelona         |  |       |       |
|  | 19 de febrer 20:35 CET |                   |                      |  |       |       |
|  |                        | FC Badalona Women |                      |  |       |       |
|  | Vic Riuprimer REFO     | 0                 |                      |  |       |       |
|  | Vic Riuprimer REFO     | 0                 |                      |  |       |       |
|  | FC Llevant Badalona    | 3                 |                      |  |       |       |
|  | FC Llevant Badalona    | 3                 |                      |  |       |       |

### Semifinals
| SE AEM Lleida | 0-6     | FC Barcelona                                                              |
| ------------- | ------- | ------------------------------------------------------------------------- |
|               | Notícia | Pajor 25' · Schertenleib 37' · Fernández 48' · Pina 56', 69' · Brugts 85' |

| Vic Riuprimer REFO | 0-3     | FC Llevant Badalona   |
| ------------------ | ------- | --------------------- |
|                    | Notícia | Uribe · Julve · Paula |

 Estadi Hipòlit Planàs, Vic

### Final
El FC Barcelona i el FC Badalona Women disputen la final de la Copa Catalunya 2024-25, que se celebra el 16 d'agost de 2025 al Camp Municipal de Peralada. La presentació de la final de la competició es realitzà a la Sala d’Actes de la Federació Catalana de Futbol i donà a conèixer el quartet arbitral que dirigirà el partit.
El club blaugrana disputa de nou la final de la competició, després de sis anys d'absència, mentre que el club badaloní arriba a la seva primera final. El partit serà retransmès en directe per plataforma La Xarxa+ i, per altra banda, dies abans, s'esgotaren totes les 1.110 entrades que es posaren a la venda.
| FC Barcelona | 1-0         | FC Badalona Women |
| ------------ | ----------- | ----------------- |
| Pajor 54'    | Prèvia Acta |                   |

| FC Barcelona | FC Badalona |

| #          | Pos. | Nom                    |     |     |
| ---------- | ---- | ---------------------- | --- | --- |
| 1          | POR  | Gemma Font             |     |     |
| 2          | DEF  | Aïcha Cámara           | 44' | 63' |
| 8          | DEF  | Marta Torrejón         |     | 77' |
| 4          | DEF  | Mapi León              |     | 46' |
| 23         | DEF  | Lucía Corrales         |     | 46' |
| 14         | MIG  | Clara Serrajordi       |     | 77' |
| 6          | MIG  | Sydney Schertenleib    |     | 46' |
| 18         | MIG  | Kika Nazareth          |     | 46' |
| 10         | DAV  | Caroline Graham Hansen |     | 68' |
| 17         | DAV  | Ewa Pajor              |     | 68' |
| 11         | DAV  | Ainoa Gómez            |     | 46' |
| Canvis     |      |                        |     |     |
| 3          | DEF  | Emilia Szymczak        |     | 46' |
| 5          | DEF  | Maria Llorella         |     | 63' |
| 7          |      | Laia Martret           |     | 68' |
| 9          |      | Natàlia Escot          |     | 46' |
| 15         | MIG  | Rosalia Dominguez      |     | 46' |
| 19         |      | Carla Julià            |     | 68' |
| 20         | MIG  | Cèlia Segura           |     | 77' |
| 22         | DEF  | Lua Arufe              |     | 77' |
| 24         | DAV  | Esmee Brugts           |     | 46' |
| 25         | POR  | Meritxell Font         |     |     |
| 28         | MIG  | Alba Caño              |     | 46' |
| Entrenador |      |                        |     |     |
| Pere Romeu |      |                        |     |     |

| Campió de la Copa Catalunya 2024-25 |
| ----------------------------------- |
| FC Barcelona Onzè títol             |

| #          | Pos. | Nom                 |    |         |
| ---------- | ---- | ------------------- | -- | ------- |
| 13         | POR  | Antonia Canales     |    | 46'     |
| 16         | DEF  | Itziar Pinillos     |    |         |
| 23         | DEF  | Cristina Cubedo     |    | 72'     |
| 4          | DEF  | Sonia Manjarín      |    |         |
| 27         | DEF  | Berta Doltra        |    | 72'     |
| 17         | MIG  | Paula Sánchez       |    | 83'     |
| 20         | MIG  | Ana González        | 4' | 60'     |
| 19         | MIG  | Lorena Navarro      |    |         |
| 11         | DAV  | Elena Julve         |    |         |
| 10         | DAV  | Estefanía Banini    |    | 60'     |
| 7          | DAV  | Irina Uribe         |    | 72'     |
| Canvis     |      |                     |    |         |
| 1          | POR  | Maria López         |    | 46'     |
| 8          | MIG  | Sarah Jankovska     |    | 60' 72' |
| 14         | MIG  | Loreta Lullashi     |    | 83'     |
| 18         | DAV  | Lice Chamorro       |    | 60'     |
| 28         | DAV  | Aina Meya           |    | 72'     |
| 29         |      | Abril Rodrigo       |    |         |
| 30         | DEF  | Meritxell Martorell |    | 72'     |
| 31         | MIG  | Julia Maíllo        |    | 72'     |
| 32         | DEF  | Lucía Carmona       |    | 72'     |
| 40         |      | Nere Carmona        |    |         |
| Entrenador |      |                     |    |         |
| Ana Junyer |      |                     |    |         |